# Буди-Побилковські
Буди-Побилковські (пол. Budy Pobyłkowskie) — село в Польщі, у гміні Покшивниця Пултуського повіту Мазовецького воєводства.
Населення — 52 особи (2011).
У 1975-1998 роках село належало до Цехановського воєводства.

## Демографія
Демографічна структура станом на 31 березня 2011 року:
|          | Загалом | Допрацездатний вік | Працездатний вік | Постпрацездатний вік |
| -------- | ------- | ------------------ | ---------------- | -------------------- |
| Чоловіки | 25      | 7                  | 11               | 7                    |
| Жінки    | 27      | 5                  | 15               | 7                    |
| Разом    | 52      | 12                 | 26               | 14                   |